# Little Chesterford
Little Chesterford – wieś w Anglii, w hrabstwie Essex, w dystrykcie Uttlesford. Leży 40 km na północny zachód od miasta Chelmsford i 65 km na północ od Londynu. Miejscowość liczy 200 mieszkańców.